# ツマグロバッタ
ツマグロバッタ（褄黒飛蝗、Stethophyma magister または Mecostethus magister）は、バッタ目（直翅目）バッタ科の昆虫。ツマグロイナゴモドキあるいはツマグロイナゴともいう。

## 形態
成虫の体長はオスが33-42mm、メスは45-49mm。オスは鮮やかな黄色で、翅端と後脛節の黒色部分がよく目立つ。メスは褐色で個体により濃淡がある。ごく希に赤っぽい個体もいる。オスほど黒い部分は目立たない。
後脚の踵部分で翅端を蹴るようにして、オスもメスも発音する。

## 生態
主に山間部のやや湿った草原、ヨシ原などに生息する。コバネイナゴと好む環境がやや似ており、時に混生する。7-9月に成虫が見られる。
オスは良く飛翔する。メスは飛翔能力に乏しいが、跳躍力がある。
良く飛び跳ねて逃げるが、イナゴに比べると歩行などの動作はやや緩慢である。